# Pilea lamii
Pilea lamii är en nässelväxtart som beskrevs av H. Winkl.. Pilea lamii ingår i släktet pileor, och familjen nässelväxter. Inga underarter finns listade i Catalogue of Life.